# Chionaema pellucida
Chionaema pellucida är en fjärilsart som beskrevs av Rothschild 1936. Chionaema pellucida ingår i släktet Chionaema och familjen björnspinnare. Inga underarter finns listade i Catalogue of Life.